# 金牌拳手3
是一部於2023年上映的美國運動劇情片，由麥可·B·喬丹執導（導演處女作），2018年電影《金牌拳手：父仇》的續集。電影由麥可·B·喬丹、泰莎·湯普森、伍德·哈瑞斯、喬納森·梅傑斯、佛洛里安·蒙特亞努和菲莉西亞·拉沙德主演。
電影於2023年3月3日在美國和台灣上映，電影獲得正面為主的評價，麥可·B·喬丹的執導、喬納森·梅傑斯的演出表現獲得影評界的稱譽。

## 演員
- 麥可·B·喬丹飾演阿丹尼斯·「唐尼」·克德（英语：Adonis Creed）
- 泰莎·湯普森飾演碧昂卡·泰勒（Bianca Taylor）
- 伍德·哈瑞斯飾演東尼·「小公爵」·艾佛斯（Tony "Little Duke" Evers）
- 喬納森·梅傑斯飾演安德森·達姆（Anderson Dame）
- 佛洛里安·蒙特亞努飾演維克多·德拉戈（Viktor Drago）
- 菲莉西亞·拉沙德飾演瑪麗·安妮·克德（Mary Anne Creed）

## 製作

### 發展
2018年12月，席維斯·史特龍表達了對德翁泰·懷爾德在第三集中扮演克拉伯·朗恩的兒子感興趣，麥可·B·喬丹同意將其作為續集製作。史特龍和喬丹共同表達了對下一部分情節中，這樣一個角色的興趣，而史特龍則表示他不會反對演員選擇。2019年9月，喬丹正式確認處於積極開發中。

### 前期製作
2020年2月，扎克·貝林被宣佈為編劇，麥可·B·喬丹確認重新扮演阿丹尼斯·克德的角色。2020年10月，據報導，喬丹除了重新扮演阿丹尼斯·克德的角色外，喬丹還將執導此電影，作為他的導演處女作。製片人表示有興趣讓喬丹擔任導演，歐文·溫克勒表示他已經親自向演員提供了這個職位。2021年4月，史特龍宣布他不會在電影中飾演洛基·巴爾博亞。2021年6月，喬納森·梅傑斯開始談判以飾演阿多尼斯的對手。2021年11月，官方確認梅傑斯將出演該片。

### 拍攝
主體拍攝於2022年1月下旬開始，拍攝於喬治亞州亞特蘭大的電影場景中。本片是影史上第一部以 IMAX 攝影機拍攝的運動電影。

## 發行
電影最初計劃於2022年11月23日在美國上映，由米高梅和華納兄弟影業在全球上映。上映日之後改為2023年3月3日。

## 評價
在爛番茄上，315條評論中有89%是正面的，平均評分為7.1/10。Metacritic，根據61位評論家，給這部電影打了73分（滿分100分），表示“普遍好評”。影院評分調查觀眾在A+到F的等級中給影片平均評分“A-”，而PostTrak調查的觀眾給了92%的正面評分，其中80%的人表示他們肯定會推薦這部電影。

## 外部連結
- 互联网电影数据库（IMDb）上《金牌拳手3》的资料（英文）